# Artificial Evolution
 (avril 2018).
La conférence Artificial Evolution (AE) a lieu tous les deux ans (années impaires) en France au début de l'automne. Elle alterne avec la conférence PPSN (Parallel Problem Solving from Nature) qui a également lieu au début de l'automne, les années paires. EA est dédiée aux techniques qui simulent l'évolution naturelle.
Les actes d'AE sont publiés par Springer-Verlag dans la collection LNCS.
Artificial Evolution a été initialement conçu comme un forum pour la communauté évolutionnaire francophone; la première conférence, organisée par Jean-Marc Alliot, Evelyne Lutton, Edmund Ronald et Marc Schoenauer, s'est tenue à Toulouse en 1994 sous le nom de d'Evolution Artificielle (EA). C'est la seule conférence qui s'est tenue une année paire, et la seule dont les actes n'ont pas été édités par Springer (ils ont été édités par Cepadues). EA est devenu une conférence internationale l'année suivante (1995), à Brest, sous le nom d'Artificial Evolution. Elle est encore parfois appelée Evolution Artificielle dans la communauté francophone.

## Liste des conférences AE
- EA-1994 a eu lieu à Toulouse, Proceedings of Evolution Artificielle 1994
- AE-1995 a eu lieu à Brest, LNCS 1063
- AE-1997 a eu lieu à Nîmes, LNCS 1363
- AE-1999 a eu lieu à Dunkerque, LNCS 1829
- AE-2001 a eu lieu dans Le Creusot, LNCS 2310
- AE-2003 a eu lieu à Marseille, LNCS 2936
- AE-2005 a eu lieu à Lille, LNCS 3871
- AE-2007 a eu lieu à Tours, LNCS 4926
- AE-2009 a eu lieu à Strasbourg, LNCS 5975
- AE-2011 a eu lieu à Angers, LNCS 7401
- AE-2013 a eu lieu à Bordeaux, LNCS 8752
- AE-2015 a eu lieu à Lyon, LNCS 9554
- AE-2017 a eu lieu à Paris, LNCS 10764